# Thomas Grandoch

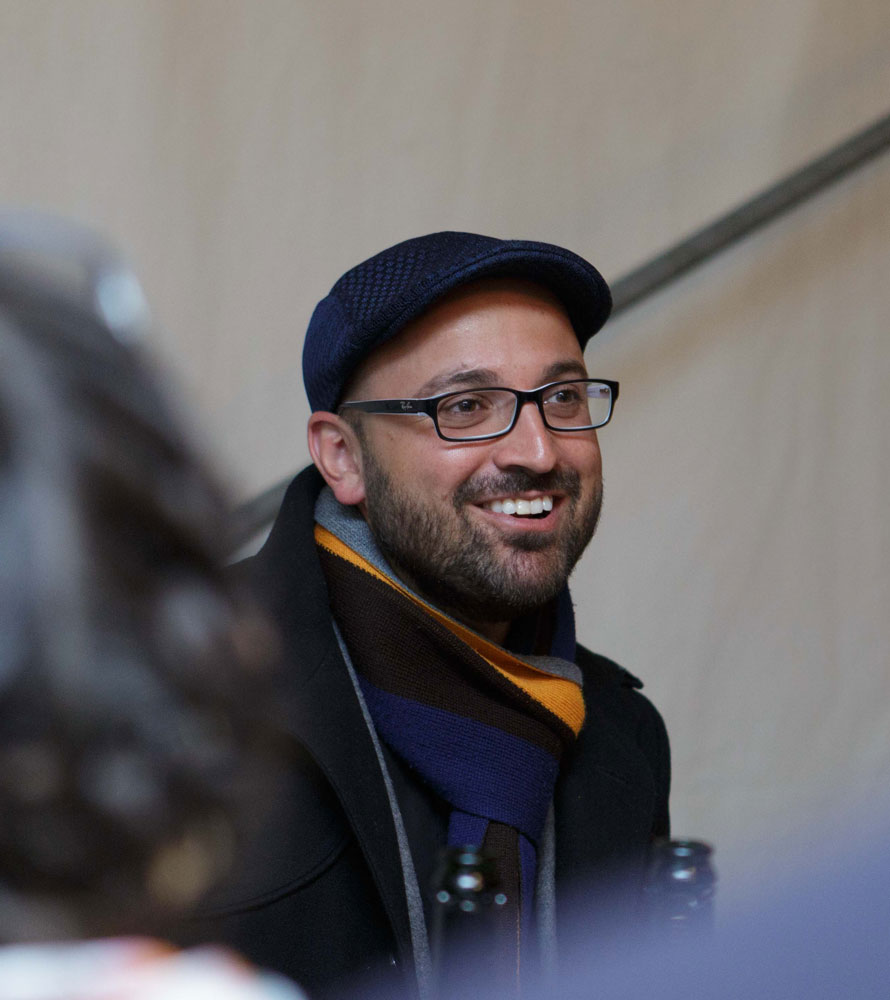
Thomas Grandoch, Juni 2016

Thomas Grandoch (* 14. Oktober 1983 in Bottrop) ist ein deutscher Regisseur sowie Medienunternehmer und -berater.

## Leben
2012 gründete Grandoch die Firma tvib (Storyfeed GmbH). Tvib betreibt eine eigene Technologie, mit der Onlinemarketing-Maßnahmen zu TV Werbespots synchronisiert werden können. Grandoch arbeitet ebenfalls für die RTL Gruppe an Innovationsprojekten im Bereich Radio und als Principal der Qvest GmbH an Medien Transformationsprojekten.
Parallel zu seinem Schaffen in der Medienbranche arbeitet er an Musiktheater-Inszenierungen wie die Berliner Erstaufführung der Musicals I love you, you’re perfect, now change sowie Der geschenkte Gaul, dem autobiografischen Musical von Hildegard Knef, beide in der Spielzeit 2005/2006 am Berliner Hansa Theater. 2010 war Grandoch Künstlerischer Leiter und Regisseur der Verdi-Oper Aida, die im Rahmen des Kulturhauptstadtfestivals Ruhr.2010 in der Bergarena auf der Halde Hanielstattfand. 2011 inszenierte er in einem stillgelegten Malakow-Turm in Bottrop die zeitgenössische Oper The Lighthouse von Peter Maxwell Davies. Im Sommer 2016 inszenierte Grandoch in der Bergarena auf der Halde Haniel Wagners Der Fliegende Holländer. Die Inszenierung fand überregionale Beachtung.

## Preise / Stipendien
- 2012: Förderpreis der Stadt Bottrop[12]
- 2012: Auszeichnung als Kultur- und Kreativpiloten 2012 durch die Initiative für Kultur- und Kreativwirtschaft der Bundesregierung[13]
- 2013: „IKT Innovationspreis“ des Bundesministeriums für Wirtschaft und Klimaschutz[14]
- 2012–2013: Gründungsstipendium EXIST des Bundesministeriums für Wirtschaft und Klimaschutz[1]

## Belege
1. 1 2  Leon Scherfig: Storyfeed vernetzt TV- und Onlinewerbung. In: www.morgenpost.de. Abgerufen am 10. August 2016.
2. ↑  Vom Opern-Regisseur zum Startup-Unternehmer. Abgerufen am 10. August 2016.
3. ↑  Radio sollte seine Potenziale noch mehr nutzen - Medienanstalt Berlin-Brandenburg. Abgerufen am 18. November 2023.
4. ↑  Franziska Mönch: "Man darf sich nie auf die Fantasie der anderen verlassen". In: udk-berlin.de. Universität der Künste Berlin, November 2017, abgerufen am 18. November 2023.
5. ↑  Newsroom-Transformation. Abgerufen am 18. November 2023.
6. ↑  Phil Sandberg: Qvest Implements OTT for TVNZ. In: Content + Technology. 1. September 2023, abgerufen am 18. November 2023 (amerikanisches Englisch).
7. ↑  Christine Gebhard: Television New Zealand realisiert mit Qvest neue OTT-Lösung. In: film-tv-video.de. 29. August 2023, abgerufen am 18. November 2023 (deutsch).
8. ↑  Das Knef-Musical "Der Geschenkte Gaul" erstmals in Berlin: Ankunft in der Heimat. Abgerufen am 10. August 2016.
9. ↑  Irrungen und Wirrungen des Liebeslebens: die Revue "I Love You, You're Perfect, Now Change" im HT 21: Nebenwirkungen eingeschlossen. Archiviert vom Original (nicht mehr online verfügbar) am 10. August 2016; abgerufen am 10. August 2016.  Info: Der Archivlink wurde automatisch eingesetzt und noch nicht geprüft. Bitte prüfe Original- und Archivlink gemäß Anleitung und entferne dann diesen Hinweis.
10. ↑  Der fliegende Holländer auf der Halde Haniel. In: Top Magazin Ruhr. 2. Januar 2016 (top-magazin.de [abgerufen am 15. Oktober 2016]).
11. ↑  Bilanz "Fliegender Holländer". In: Stadt Bottrop. Abgerufen am 10. August 2016.
12. ↑  Thomas Grandoch. In: Stadt Bottrop. Abgerufen am 10. August 2016.
13. ↑  Kultur- und Kreativpilot*innen Deutschland: storyfeed GmbH. U-Institut, abgerufen am 18. November 2023 (deutsch).
14. ↑  Vom Hörsaal ins eigene Unternehmen - B.Z. – Die Stimme Berlins. 23. Oktober 2014, abgerufen am 18. November 2023 (deutsch).

| Personendaten    | Personendaten                             |
| ---------------- | ----------------------------------------- |
| NAME             | Grandoch, Thomas                          |
| KURZBESCHREIBUNG | deutscher Regisseur und Medienunternehmer |
| GEBURTSDATUM     | 14. Oktober 1983                          |
| GEBURTSORT       | Bottrop                                   |